# مارك تايلور (لاعب كرة قدم مواليد 1964)
مارك تايلور (بالإنجليزية: Mark Taylor)‏ هو لاعب كرة قدم بريطاني في مركز نصف الجناح، ولد في 20 نوفمبر 1964 في هارتلبول في المملكة المتحدة. لعب مع كارديف سيتي ونادي بلاكبول ونادي ريكسهام ونادي كرو ألكساندرا ونادي هارتلبول يونايتد.